# 原海埔厝警察官吏派出所
原海埔厝警察官吏派出所位於臺灣彰化縣鹿港鎮，於民國九十四年（2005年）1月27日公告為歷史建築。廳舍旁設有瞭望臺，日治時期為鹿港的海防崗哨。

## 沿革
海埔厝警察官吏派出所設立於昭和七年（1932年），轄區主要是海埔與顏厝地區，而同年在鹿港街底下還設有鹿港、和興、頂番婆與草港尾四個派出所，廳舍則於隔年興建。
二次大戰之後，海埔厝警察官吏派出所改為鹿港分局海埔派出所，轄區有海埔、詔安、洋厝等里。民國七十三年（1984年）因空間不敷使用，遂興建新廳舍於舊廳舍前方，隔年新廳舍落成後舊廳舍就改為員警宿舍與倉庫。